# Rio Chilia (Nemţişor)
O Rio Chilia é um rio da Romênia, afluente do Nemţişor, localizado no distrito de Neamţ.